# Katsura (Geisha-Perücke)

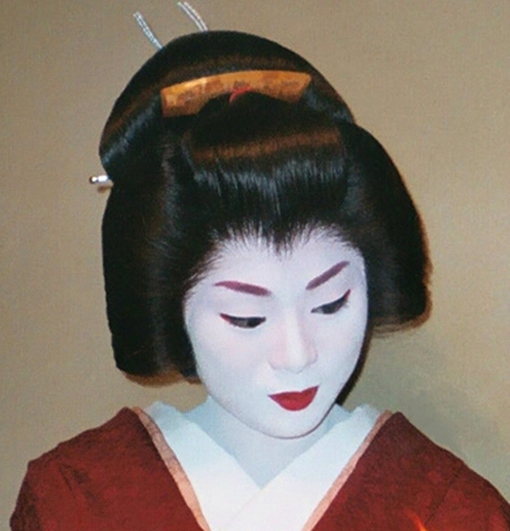
Geisha mit Katsura

Die Katsura (jap. 鬘 dt. Perücke) ist eine Perücke, die von Geishas getragen wird. Sie ist kompliziert verschlungen und besteht aus Echthaar. Bis in die späten 1960er Jahre war es unter Geishas üblich, das eigene Haar zu frisieren und Perücken waren somit nicht nötig. Mit den Jahren jedoch gab es immer weniger Friseure, die die Kunst der traditionellen Haartracht beherrschten, so dass viele Geishas auf Perücken umstiegen.

## Herstellung
Katsuras werden aus natürlichem Haar hergestellt, das gereinigt und anschließend in einer natürlichen Farbe koloriert wird. Jede Katsura wird individuell für jede Geisha hergestellt und ist somit ein Unikat. Vor der Herstellung werden Maße wie Kopfumfang, Gesichtslänge etc. genommen um eine Perücke herzustellen, die das Gesicht und die Statur der Geisha am besten unterstreicht.
Da die Katsura einer Geisha nahezu jeden Tag in Gebrauch ist, wird sie zweimal monatlich von einem Perückenmacher auffrisiert. Der Durchschnittspreis für eine Katsura beträgt etwa 450.000 Yen.
Eine Katsura wird mit verschiedenen Klammern und Spangen, die Kanzashi genannt werden, getragen. Außerdem gibt es verschiedene Katsuras.

## Katsura-Arten
- shimada: für formelle Anlässe
- tsubushi-shimada: für weniger formelle Anlässe
- mae-ware: wird getragen, wenn eine Geisha eine männliche Rolle in einer Theateraufführung tanzt